# 1986年沖縄県知事選挙
1986年沖縄県知事選挙（1986ねんおきなわけんちじせんきょ）は、沖縄県の執行機関である沖縄県知事を選出するため、1986年11月16日に投票が行われた選挙である。

## 概要
西銘順治知事の任期満了に伴う知事選挙である。
選挙は保守系の現職で3選を目指す西銘順治と革新陣営が擁立した金城睦との保革一騎討ちとなった。
選挙の結果、現職の西銘順治が6万9192票差をつけて再選された。

## 選挙日程及び有権者数
- 告示：1986年10月27日
- 投票日：1986年11月16日
- 投票日当日の有権者数

男性：名
女性：名

## 候補者
立候補者は以下の2名である。
| 候補者名 | 年齢 | 所属党派           | 新旧 | 推薦・支持党派 | 職業       |
| -------- | ---- | ------------------ | ---- | -------------- | ---------- |
| 西銘順治 | 65   | 無所属             | 現職 |                | 沖縄県知事 |
| 金城睦   |      | 知事選革新共闘会議 | 新人 |                |            |

## 選挙結果
保守系の現職西銘が、革新共闘会議の金城に7万票近くの差をつけて3選された。投票率は前回選挙時を7％以上も下回った。
※当日有権者数：,人 最終投票率：74.11%（前回比：-7.61pts）
| 候補者名 | 年齢 | 所属党派           | 新旧別 | 得票数    | 得票率 | 推薦・支持 |
| -------- | ---- | ------------------ | ------ | --------- | ------ | ---------- |
| 西銘順治 | 65   | 無所属             | 現     | 321,936票 | 56.02% |            |
| 金城睦   |      | 知事選革新共闘会議 | 新     | 252,744票 | 43.98% |            |